# Amenemope (escriba)
Amenemope (circa 800 a. C.) fue un escriba del Antiguo Egipto; es el autor de las Instrucciones de Amenemope, uno de los textos más reputados de la literatura egipcia. 
Según relata en su obra, era hijo de Kanajt, y posiblemente vivió a finales de la dinastía XIX o principios de la XX. Se presenta como «supervisor de los campos» (1:13) y «escribano que determina las ofrendas a todos los dioses» (1:22), títulos que no se encuentran en ningún otro lugar y que quizá aparezcan en forma poética. Residía en Ipu, la capital del nomo IX del Alto Egipto.
Estaba casado con Tausert y era padre de numerosos hijos, de los cuales el menor (Hor-em-maajer) es el destinatario de sus Instrucciones.

## Etimología
Amen-em-apt es un nombre que aparece a partir de la dinastía XVIII como Amenemope, y otros egipcios lo llevaban: el faraón Usermaatra Setepenamon Amenemopet o el escriba Amenhotep, hijo de Hapu. 
apt significa contar o calcular, puede haberle sido aplicado por su función como «supervisor de los campos» que indica en la introducción de sus Instrucciones. 
Kanajt es un nombre inusual, aunque formaba parte del nombre de Horus de algunos faraones. 
Tausert es frecuente en la dinastía XVIII, y es el nombre de la esposa de Seti II.
En el Imperio Nuevo Hor-em-maajer u «Horus del Horizonte» se identificó con la Gran Esfinge de Guiza, que miraba hacia el oriente. El nombre aparece también en documentos de los periodos saíta y ptolemaico.